# Carolina Hurricanes
Carolina Hurricanes – klub hokejowy z siedzibą w Raleigh (Karolina Północna) występujący w NHL.

## Historia
Drużyna został założona w 1971 roku i od sezonu 1972/3 występowała w lidze WHA pod nazwą New England Whalers. Początkowo miała swą siedzibę w Bostonie a następnie od sezonu 1974/75 została przeniesiona do Hartford. W roku 1979 po bankructwie WHA wraz z Edmonton Oilers, Quebec Nordiques i Winnipeg Jets została włączona do NHL zmieniając nazwę na Hartford Whalers. Pod obecną nazwą występuje od 1997 roku kiedy właściciel zespołu Peter Karmanos postanowił przenieść zespół do Raleigh w Karolinie Północnej i zmienić barwy klubu na czarno-czerwone. Po tej przeprowadzce zespół zaczął odnosić znaczne sukcesy.

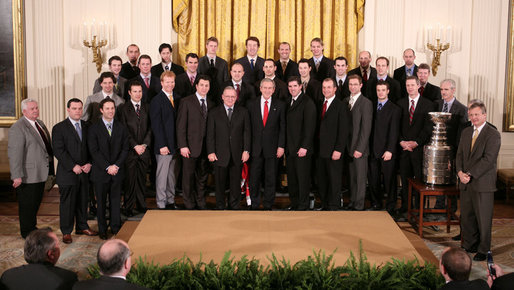
Zdobywcy Pucharu Stanleya w Białym Domu

### Osiągnięcia
- Puchar Stanleya: 2006
- Prince of Wales Trophy: 2002, 2006
- Mistrzostwo dywizji: 1998, 2002, 2006

### Afiliacje
Zespół posiada afiliacje w postaci klubów farmerskich w niższych ligach. Tę funkcję dotąd pełniły w lidze AHL:
- 1997 – 1999 New Haven Beast
- 2001 – 2006 Lowell Lock Monsters
- 2006 – 2010 Albany River Rats
- 2010 – nadal Charlotte Checkers

i w niższych klasach rozgrywkowych (wg hockeydb.com)
- 1997 – 1998 Richmond Renegades (ECHL)
- 1999 – 2001 Cincinnati Cyclones (IHL)
- 2001 – 2007 Florida Everblades (ECHL)
- 2001 – 2002 Greensboro Generals (ECHL)
- 2008 – 2013 Florida Everblades (ECHL)
- 2015 – nadal Florida Everblades (ECHL)

### Lodowisko
Od roku 1999 zespół występuje w mogącej pomieścić 18 680 widzów hali PNC Arena. W latach 1999–2002 obiekt znany był pod nazwą Raleigh Entertainment & Sports Arena a od 2002 do 2012 jako RBC Center.

## Sezon po sezonie
| Ostatnie sezony | Ostatnie sezony | Ostatnie sezony | Ostatnie sezony | Ostatnie sezony | Ostatnie sezony | Ostatnie sezony | Ostatnie sezony | Ostatnie sezony | Ostatnie sezony | Ostatnie sezony | Ostatnie sezony | Ostatnie sezony | Ostatnie sezony                                                               |
| Sezon           | Konferencja     | Miejsce         | Dywizja         | Miejsce         | Mecze           | Z               | P               | R               | PK              | Pkt             | ZB              | SB              | Wyniki play-off                                                               |
| --------------- | --------------- | --------------- | --------------- | --------------- | --------------- | --------------- | --------------- | --------------- | --------------- | --------------- | --------------- | --------------- | ----------------------------------------------------------------------------- |
|                 |                 |                 |                 |                 |                 |                 |                 |                 |                 |                 |                 |                 |                                                                               |
| 2021–22         | Wschodnia       | 2               | Metropolitalna  | 1               | 82              | 54              | 20              | –               | 8               | 116             | 278             | 202             | Zwycięstwo z Bruins 4-3 Porażka z Rangers 3-4                                 |
| 2020–21         | –               | –               | Centralna       | 1               | 562             | 36              | 12              | –               | 8               | 80              | 179             | 136             | Zwycięstwo nad Predators 4-2 Porażka z Lightning 1-4                          |
| 2019–20         | Wschodnia       | 6               | Metropolitalna  | 4               | 681             | 38              | 25              | –               | 5               | 81              | 222             | 193             | Porażka z Bruins 1-4                                                          |
|                 |                 |                 |                 |                 |                 |                 |                 |                 |                 |                 |                 |                 |                                                                               |
| 2018–19         | Wschodnia       | 7               | Metropolitalna  | 4               | 82              | 46              | 29              | –               | 7               | 99              | 245             | 223             | Zwycięstwo nad Capitals 4-3 Zwycięstwo nad Islanders 4-0 Porażka z Bruins 0-4 |
|                 |                 |                 |                 |                 |                 |                 |                 |                 |                 |                 |                 |                 |                                                                               |
| 2017–18         | Wschodnia       | 10              | Metropolitalna  | 6               | 82              | 36              | 35              | –               | 11              | 83              | 228             | 256             | Nie zakwalifikowała się                                                       |
|                 |                 |                 |                 |                 |                 |                 |                 |                 |                 |                 |                 |                 |                                                                               |
| 2016–17         | Wschodnia       | 12              | Metropolitalna  | 7               | 82              | 36              | 31              | –               | 15              | 87              | 215             | 236             | Nie zakwalifikowała się                                                       |
|                 |                 |                 |                 |                 |                 |                 |                 |                 |                 |                 |                 |                 |                                                                               |
| 2015–16         | Wschodnia       | 10              | Metropolitalna  | 6               | 82              | 35              | 31              | –               | 16              | 86              | 198             | 226             | Nie zakwalifikowała się                                                       |

| Sezony od 2010/2011 do 2014/2015 | Sezony od 2010/2011 do 2014/2015 | Sezony od 2010/2011 do 2014/2015 | Sezony od 2010/2011 do 2014/2015 | Sezony od 2010/2011 do 2014/2015 | Sezony od 2010/2011 do 2014/2015 | Sezony od 2010/2011 do 2014/2015 | Sezony od 2010/2011 do 2014/2015 | Sezony od 2010/2011 do 2014/2015 | Sezony od 2010/2011 do 2014/2015 | Sezony od 2010/2011 do 2014/2015 | Sezony od 2010/2011 do 2014/2015 | Sezony od 2010/2011 do 2014/2015 | Sezony od 2010/2011 do 2014/2015 |
| Sezon                            | Konferencja                      | Miejsce                          | Dywizja                          | Miejsce                          | Mecze                            | Z                                | P                                | R                                | PK                               | Pkt                              | ZB                               | SB                               | Wyniki play-off                  |
| -------------------------------- | -------------------------------- | -------------------------------- | -------------------------------- | -------------------------------- | -------------------------------- | -------------------------------- | -------------------------------- | -------------------------------- | -------------------------------- | -------------------------------- | -------------------------------- | -------------------------------- | -------------------------------- |
|                                  |                                  |                                  |                                  |                                  |                                  |                                  |                                  |                                  |                                  |                                  |                                  |                                  |                                  |
| 2014–15                          | Wschodnia                        | 14                               | Metropolitalna                   | 8                                | 82                               | 30                               | 41                               | –                                | 11                               | 71                               | 188                              | 226                              | Nie zakwalifikowała się          |
|                                  |                                  |                                  |                                  |                                  |                                  |                                  |                                  |                                  |                                  |                                  |                                  |                                  |                                  |
| 2013–14                          | Wschodnia                        | 13                               | Metropolitalna                   | 7                                | 82                               | 36                               | 35                               | –                                | 11                               | 83                               | 201                              | 225                              | Nie zakwalifikowała się          |
|                                  |                                  |                                  |                                  |                                  |                                  |                                  |                                  |                                  |                                  |                                  |                                  |                                  |                                  |
| 2012–13                          | Wschodnia                        | 13                               | Południowo-wschodnia             | 3                                | 48                               | 19                               | 25                               | –                                | 4                                | 42                               | 128                              | 160                              | Nie zakwalifikowała się          |
|                                  |                                  |                                  |                                  |                                  |                                  |                                  |                                  |                                  |                                  |                                  |                                  |                                  |                                  |
| 2011–12                          | Wschodnia                        | 12                               | Południowo-wschodnia             | 5                                | 82                               | 33                               | 33                               | –                                | 16                               | 82                               | 213                              | 243                              | Nie zakwalifikowała się          |
|                                  |                                  |                                  |                                  |                                  |                                  |                                  |                                  |                                  |                                  |                                  |                                  |                                  |                                  |
| 2010–11                          | Wschodnia                        | 9                                | Południowo-wschodnia             | 3                                | 82                               | 40                               | 31                               | –                                | 11                               | 91                               | 236                              | 239                              | Nie zakwalifikowała się          |

| Sezony od 1997/1998 do 2009/2010 | Sezony od 1997/1998 do 2009/2010     | Sezony od 1997/1998 do 2009/2010     | Sezony od 1997/1998 do 2009/2010     | Sezony od 1997/1998 do 2009/2010     | Sezony od 1997/1998 do 2009/2010     | Sezony od 1997/1998 do 2009/2010     | Sezony od 1997/1998 do 2009/2010     | Sezony od 1997/1998 do 2009/2010     | Sezony od 1997/1998 do 2009/2010     | Sezony od 1997/1998 do 2009/2010     | Sezony od 1997/1998 do 2009/2010     | Sezony od 1997/1998 do 2009/2010     | Sezony od 1997/1998 do 2009/2010                                                                        |
| Sezon                            | Konferencja                          | Miejsce                              | Dywizja                              | Miejsce                              | Mecze                                | Z                                    | P                                    | R                                    | PK                                   | Pkt                                  | ZB                                   | SB                                   | Wyniki play-off                                                                                         |
| -------------------------------- | ------------------------------------ | ------------------------------------ | ------------------------------------ | ------------------------------------ | ------------------------------------ | ------------------------------------ | ------------------------------------ | ------------------------------------ | ------------------------------------ | ------------------------------------ | ------------------------------------ | ------------------------------------ | --- |
|                                  |                                      |                                      |                                      |                                      |                                      |                                      |                                      |                                      |                                      |                                      |                                      |                                      | |
| 2009–10                          | Wschodnia                            | 11                                   | Południowo-wschodnia                 | 3                                    | 82                                   | 35                                   | 37                                   | –                                    | 10                                   | 80                                   | 230                                  | 256                                  | Nie zakwalifikowała się                                                                                 |
|                                  |                                      |                                      |                                      |                                      |                                      |                                      |                                      |                                      |                                      |                                      |                                      |                                      | |
| 2008–09                          | Wschodnia                            | 6                                    | Południowo-wschodnia                 | 2                                    | 82                                   | 45                                   | 30                                   | –                                    | 7                                    | 97                                   | 239                                  | 226                                  | Zwycięstwo z Devils 4-3 Zwycięstwo z Bruins 4-3 Porażka z Penguins 0–4                                  |
|                                  |                                      |                                      |                                      |                                      |                                      |                                      |                                      |                                      |                                      |                                      |                                      |                                      | |
| 2007–08                          | Wschodnia                            | 9                                    | Południowo-wschodnia                 | 2                                    | 82                                   | 43                                   | 33                                   | –                                    | 6                                    | 92                                   | 252                                  | 249                                  | Nie zakwalifikowała się                                                                                 |
|                                  |                                      |                                      |                                      |                                      |                                      |                                      |                                      |                                      |                                      |                                      |                                      |                                      | |
| 2006–07                          | Wschodnia                            | 11                                   | Południowo-wschodnia                 | 3                                    | 82                                   | 40                                   | 34                                   | –                                    | 8                                    | 88                                   | 241                                  | 253                                  | Nie zakwalifikowała się                                                                                 |
|                                  |                                      |                                      |                                      |                                      |                                      |                                      |                                      |                                      |                                      |                                      |                                      |                                      | |
| 2005–06                          | Wschodnia                            | 2                                    | Południowo-wschodnia                 | 1                                    | 82                                   | 52                                   | 22                                   | –                                    | 8                                    | 112                                  | 294                                  | 260                                  | Zwycięstwo z Canadiens 4-2 Zwycięstwo z Devils 4-1 Zwycięstwo z Sabres 4–3 Zwycięstwo z Oilers 4-3      |
| 2004–05                          | sezon nie odbył się z powodu lokautu | sezon nie odbył się z powodu lokautu | sezon nie odbył się z powodu lokautu | sezon nie odbył się z powodu lokautu | sezon nie odbył się z powodu lokautu | sezon nie odbył się z powodu lokautu | sezon nie odbył się z powodu lokautu | sezon nie odbył się z powodu lokautu | sezon nie odbył się z powodu lokautu | sezon nie odbył się z powodu lokautu | sezon nie odbył się z powodu lokautu | sezon nie odbył się z powodu lokautu | sezon nie odbył się z powodu lokautu                                                                    |
| 2003–04                          | Wschodnia                            | 11                                   | Południowo-wschodnia                 | 3                                    | 82                                   | 28                                   | 34                                   | 14                                   | 6                                    | 76                                   | 172                                  | 209                                  | Nie zakwalifikowała się                                                                                 |
| 2002–03                          | Wschodnia                            | 15                                   | Południowo-wschodnia                 | 5                                    | 82                                   | 22                                   | 43                                   | 11                                   | 6                                    | 61                                   | 171                                  | 240                                  | Nie zakwalifikowała się                                                                                 |
| 2001–02                          | Wschodnia                            | 3                                    | Południowo-wschodnia                 | 1                                    | 82                                   | 35                                   | 26                                   | 16                                   | 5                                    | 91                                   | 217                                  | 217                                  | Zwycięstwo z Devils 4-2 Zwycięstwo z Canadiens 4-2 Zwycięstwo z Maple Leafs 4–2 Porażka z Red Wings 1-4 |
| 2000–01                          | Wschodnia                            | 8                                    | Południowo-wschodnia                 | 2                                    | 82                                   | 38                                   | 32                                   | 9                                    | 3                                    | 88                                   | 212                                  | 225                                  | Porażka z Devils 2-4                                                                                    |
| 1999–00                          | Wschodnia                            | 9                                    | Południowo-wschodnia                 | 3                                    | 82                                   | 37                                   | 35                                   | 10                                   | 0                                    | 84                                   | 217                                  | 216                                  | Nie zakwalifikowała się                                                                                 |
| 1998–99                          | Wschodnia                            | 3                                    | Południowo-wschodnia                 | 1                                    | 82                                   | 34                                   | 30                                   | 18                                   | –                                    | 86                                   | 210                                  | 202                                  | Porażka z Bruins 2-4                                                                                    |
| 1997–98                          | Wschodnia                            | 9                                    | Północno-wschodnia                   | 6                                    | 82                                   | 33                                   | 41                                   | 8                                    | –                                    | 74                                   | 200                                  | 219                                  | Nie zakwalifikowała się                                                                                 |

Legenda:

Z = Zwycięstwa, P = Porażki, R = Remisy (do sezonu 2004/2005), PK = Przegrane po dogrywce lub karnych, Pkt = Punkty, ZB = Bramki zdobyte, SB = Bramki stracone
| Puchar Stanleya | Mistrz Konferencji | Mistrz Dywizji | Awans do play-off | Presidents’ Trophy |

- 1 Sezon zasadniczy ze względu na epidemię koronawirusa został przerwany a następnie zakończony. W meczach kwalifikacyjnych do playoff Hurricanes zwyciężyły New York Rangers.
- 2 Sezon zasadniczy ze względu na epidemię koronawirusa został skrócony.

## Zawodnicy

### Kapitanowie drużyny
- Kevin Dineen (1997–1998)
- Keith Primeau (1998–2000)
- Ron Francis (2000–2004)
- Rod Brind’Amour (2005–2010)
- Eric Staal (2010 – 2016)
- wakat (2016 – 2017)
- Justin Faulk i  Jordan Staal (2017–2018)
- Justin Williams (2018–2019)
- Jordan Staal (2019– )

### Numery zastrzeżone
| Numer                                               | Zawodnik        | Pozycja                              | Kariera                              | Data zastrzeżenia                    |
| --------------------------------------------------- | --------------- | ------------------------------------ | ------------------------------------ | ------------------------------------ |
| 2                                                   | Glen Wesley     | Obrońca                              | 1994-2008                            | 17 lutego 2009                       |
| 10                                                  | Ron Francis     | Środkowy                             | 1981-2091, 1998–2004                 | 28 stycznia 2006                     |
| 17                                                  | Rod Brind’Amour | Środkowy                             | 2000–2010                            | 18 lutego 2011                       |
| Numery nieużywane ale nie są oficjalnie zastrzeżone |                 |                                      |                                      |                                      |
| 3                                                   | Steve Chiasson1 | Obrońca                              | 1997–1999                            | -                                    |
| 9                                                   | Gordie Howe     | Prawoskrzydłowy                      | 1977–1980                            | -                                    |
| 63                                                  | Josef Vašíček2  | Napastnik                            | 2000–2006                            | -                                    |
|                                                     |                 |                                      |                                      |                                      |
| 99                                                  | Wayne Gretzky   | Numer zastrzeżony dla całej ligi NHL | Numer zastrzeżony dla całej ligi NHL | Numer zastrzeżony dla całej ligi NHL |

- 1 Steve Chiason zginął w wypadku samochodowym 3 maja 1999
- 2 Josef Vašíček zginął w katastrofie lotniczej z zespołem Łokomotiwu Jarosław 7 września 2011

### Kadra w sezonie2019/2020[2]
| Napastnicy | Obrońcy                                                                                         | Bramkarze                    |
| - Brock McGinn - Sebastian Aho - Ryan Dzingel - Warren Foegele - Eric Haula - Nino Niederreiter - Jordan Staal - Andriej Swiecznikow - Teuvo Teräväinen - Lucas Wallmark - Jordan Martinook - Martin Nečas | - Joel Edmundson - Haydn Fleury - Jake Gardiner - Dougie Hamilton - Brett Pesce - Jaccob Slavin | - Petr Mrázek - James Reimer |
| --- | ----------------------------------------------------------------------------------------------- | ---------------------------- |